# Hellmuth Costard
Hellmuth Costard (* 1. November 1940 in Holzhausen bei Leipzig; † 12. Juni 2000 in Oberhausen) war ein deutscher Filmregisseur.

## Leben
Costard war der Sohn des Chemikers Dr. Curt Costard und seiner Frau Käthe. 1946 erfolgte die Übersiedelung nach Hamburg und 1952 nach Bad Wildungen, wo er das Gustav-Stresemann-Gymnasium besuchte. Ab 1962 studierte er Psychologie an der Universität Hamburg. Mitte der 60er-Jahre begann er, im Rahmen des Arbeitskreises Film und Fernsehen an der Universität Hamburg (AKFF) erste Kurzfilme zu drehen. 1968 gründete er mit anderen Hamburger Filmmachern wie Helmut Herbst, Thomas Struck, Werner Nekes, Dore O., Klaus Wyborny und Heinz Emigholz die Hamburger Filmmacher Cooperative, die sich das amerikanische New Cinema zum Vorbild nahm und gegen „den Schwachsinn der etablierten Filmindustrie“ antrat.
1968 sorgte Costard für einen Skandal auf den Kurzfilmtagen in Oberhausen: Sein Film Besonders wertvoll zeigt einen Penis, der
die Rede des CDU-Bundestagsabgeordneten Hans Toussaint zum neuen Filmförderungsgesetz vorträgt. Die Festivalleitung weigerte sich, den Film zu zeigen, obwohl ihn der Auswahlausschuss – dem u. a. die Journalisten Wolfram Schütte, Enno Patalas und Uwe Nettelbeck angehörten – angenommen hatte. Nettelbeck hatte zudem in der Wochenzeitung Die Zeit einen Artikel veröffentlicht, der für Costard Partei nahm.
Fast alle deutschen Regisseure zogen daraufhin ihre Beiträge zurück, der Schriftsteller Peter Handke verließ aus Protest gegen die Absage der Filmvorführung die Jury, der Filmemacher Werner Herzog dagegen wollte weiter am Festival teilnehmen. Erst nach heftigen Diskussionen und einer Intervention des Festivalleiters Hilmar Hoffmann konnte das Festival fortgesetzt werden. Besonders wertvoll wurde inzwischen zum Studienkreis Film an der Ruhr-Universität Bochum geschafft, wo er entgegen der angeordneten Beschlagnahmung doch noch gezeigt werden konnte, weil der damalige Rektor Kurt Biedenkopf der Legende nach der Staatsanwaltschaft den Zutritt zum Campus verweigerte.
Costard wurde in der Folge vorübergehend zum bekanntesten Vertreter des Neuen Deutschen Films und einem der prominentesten Vertreter des deutschen Experimentalfilms. Seine weiteren Filme entstanden meist im Auftrag des Fernsehens. Dazu gehört der Film Fußball wie noch nie, in dem die Kamera während der gesamten Länge eines Fußballspiels den britischen Spieler George Best beobachtet. Er beschäftigte sich intensiv mit der Entwicklung eines Super-8-Kamerasystems, das vollsynchrone Tonaufnahmen ermöglichte. In der Super8-Produktion Der kleine Godard arbeitete er mit Regiekollegen wie Jean-Luc Godard, Hark Bohm und Rainer Werner Fassbinder zusammen.
Er zog 1968 nach West-Berlin, wo er einen Lehrauftrag an der Deutschen Film- und Fernsehakademie Berlin erhielt. Mit dem ehemaligen Filmkritiker Jürgen Ebert gründete er die Firma B-Pictures. Er interessierte sich vor allem für die Verwendung von Zeitcodierung beim gleichzeitigen Drehen mit mehreren 16-mm-Kameras und den Einsatz des Digitaltons. Im Rahmen dieser Beschäftigung entstanden die Filme Witzleben, Echtzeit und Krieg um Zeit.
Mit Beginn der 80er Jahre wurde es für Costard jedoch immer schwieriger, für seine Projekte die nötige Finanzierung zu bekommen. Er zog sich zwar nicht völlig aus der filmischen Arbeit zurück, widmete sich jedoch zunehmend auch anderen Themen, vor allem der sogenannten sun-machine, einer Maschine, die Sonnenenergie in nutzbare Energie umwandeln sollte.
Costard starb im Juni 2000 an den Folgen einer Krebserkrankung. Seine letzte Produktion, der dokumentarisch gedrehte Spielfilm Vladimir Günstig – Eine trojanische Affäre, hatte er unvollendet hinterlassen. Sie wurde von seinem langjährigen Freund und Kameramann Bernd Upnmoor zu Ende geführt und postum im April 2004 im WDR erstmals ausgestrahlt. Die Aufführung der Rohschnitt-Fassung fand auf Initiative seiner Freunde und Weggefährten bereits 2000 im Hamburger Kommunalen Metropolis Kino statt.

## Filmografie

### Kurzfilme
- Tom ist doof (1965)
- Klammer auf, Klammer zu (1966)
- After Action (1967)
- Warum hast Du mich wachgeküßt? (1967)
- Besonders wertvoll (1968)
- Die Postkarte (1969)
- Der Elefantenfilm (1971)
- Ein Nachmittag mit Onkel Robert (1975)

### Langfilme
- Die Unterdrückung der Frau ist vor allem an dem Verhalten der Frauen selber zu erkennen (1969)
- Und niemand in Hollywood, der versteht, dass schon zu viele Hirne umgedreht wurden (1970)
- Fußball wie noch nie (1970)
- Teilweise von mir – Ein Volksstück (1972–74)
- Der kleine Godard an das Kuratorium Junger Deutscher Film (1978)
- Witzleben (1980/81)
- Echtzeit (Realtime) (1981–83)
- Krieg um Zeit (1984/85)
- Aufstand der Dinge (1987–93)
- Das Wunder von Chile (1996)
- Vladimir Günstig – Eine trojanische Affäre (1994–2000, postum veröffentlicht)

## Auszeichnungen
- 1967/68: Exprmtl Knokke: Preis für Warum hast Du mich wachgeküßt?
- 1969: Preis der deutschen Filmkritik für Die Unterdrückung der Frau ist vor allem am Verhalten der Frauen selber zu erkennen
- 1972: Filmfestival Mannheim: Preis als bester Fernsehfilm für Teilweise von mir
- 1974: Filmfestival Toulon: Spezialpreis der Jury für Teilweise von mir
- 1978: Preis der deutschen Filmkritik für Der kleine Godard
- 1979: Fernsehfilmpreis der Deutschen Akademie der Darstellenden Künste für Der kleine Godard